# کریستینا پلیشکووا
 کریستینا پلیشکووا (انگلیسی: Kristýna Plíšková؛ زادهٔ ۲۱ مارس ۱۹۹۲) یک تنیس‌باز اهل جمهوری چک است.